# Megachile rubi
Megachile rubi là một loài Hymenoptera trong họ Megachilidae. Loài này được Mitchell mô tả khoa học năm 1924.

## Hình ảnh

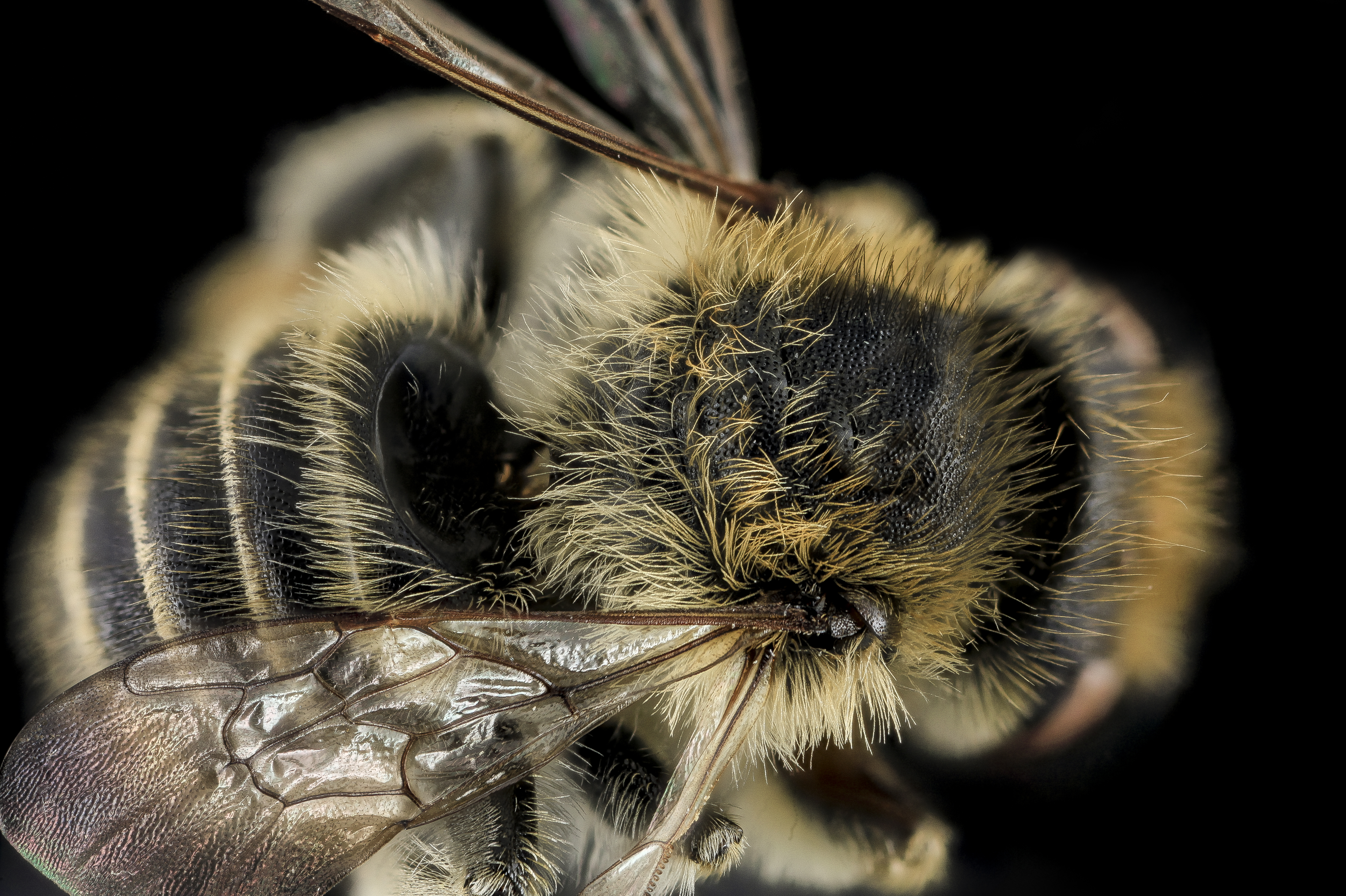
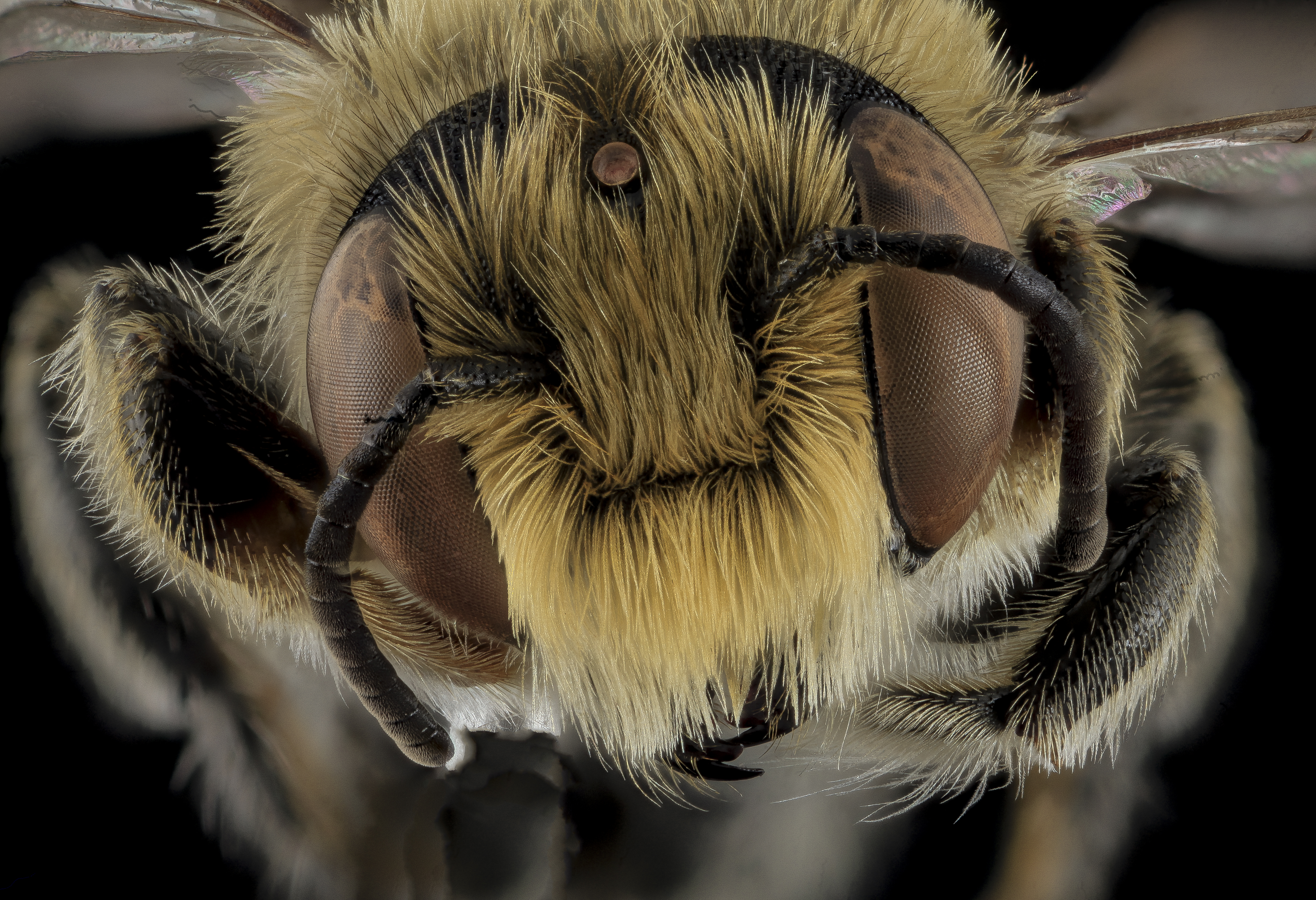